# جدول مدال‌های المپیک تابستانی ۱۹۲۰
جدول مدال‌های المپیک تابستانی۱۹۲۰ شامل مدال‌هایی است که در بازی‌های این دوره که در بلژیک برگزار شد می‌باشد

## جدول مدال ها
رتبه بندی این جدول توسط کمیته بین المللی المپیک (ioc) اعلام شدهاست.
| رتبه  | کشور                      | طلا | نقره | برنز | مجموع |
| ۱     | ایالات متحده آمریکا (USA) | ۴۱  | ۲۷   | ۲۷   | ۹۵    |
| ۲     | سوئد (SWE)                | ۱۹  | ۲۰   | ۲۵   | ۶۴    |
| ۳     | بریتانیای کبیر (GBR)      | ۱۵  | ۱۵   | ۱۳   | ۴۳    |
| ۴     | فنلاند (FIN)              | ۱۵  | ۱۰   | ۹    | ۳۴    |
| ۵     | بلژیک (BEL)               | ۱۴  | ۱۱   | ۱۱   | ۳۶    |
| ۶     | نروژ (NOR)                | ۱۳  | ۹    | ۹    | ۳۱    |
| ۷     | ایتالیا (ITA)             | ۱۳  | ۵    | ۵    | ۲۳    |
| ۸     | فرانسه (FRA)              | ۹   | ۱۹   | ۱۳   | ۴۱    |
| ۹     | هلند (NED)                | ۴   | ۲    | ۵    | ۱۱    |
| ۱۰    | دانمارک (DEN)             | ۳   | ۹    | ۱    | ۱۳    |
| ۱۱    | آفریقای جنوبی (RSA)       | ۳   | ۴    | ۳    | ۱۰    |
| ۱۲    | کانادا (CAN)              | ۳   | ۳    | ۳    | ۹     |
| ۱۳    | سوئیس (SUI)               | ۲   | ۲    | ۷    | ۱۱    |
| ۱۴    | استونی (EST)              | ۱   | ۲    | ۰    | ۳     |
| ۱۵    | برزیل (BRA)               | ۱   | ۱    | ۱    | ۳     |
| ۱۶    | استرالیا (AUS)            | ۰   | ۲    | ۱    | ۳     |
| ۱۷    | ژاپن (JPN)                | ۰   | ۲    | ۰    | ۲     |
| ۱۷    | اسپانیا (ESP)             | ۰   | ۲    | ۰    | ۲     |
| ۱۹    | یونان (GRE)               | ۰   | ۱    | ۰    | ۱     |
| ۱۹    | لوکزامبورگ (LUX)          | ۰   | ۱    | ۰    | ۱     |
| ۲۱    | چکسلواکی (TCH)            | ۰   | ۰    | ۲    | ۲     |
| ۲۲    | نیوزیلند (NZL)            | ۰   | ۰    | ۱    | ۱     |
| مجموع | مجموع                     | ۱۵۶ | ۱۴۷  | ۱۳۶  | ۴۳۹   |